# كوم الأشراف
قرية كوم الاشراف هي إحدى القرى التابعة لمركز الزقازيق في محافظة الشرقية في جمهورية مصر العربية. حسب إحصاءات سنة 2006، بلغ إجمالي السكان في كوم الاشراف 2539 نسمة، منهم 1290 رجل و1249 امرأة.